# أفاعي الخلد
الأتراكتاسبيديدات (بالإنجليزية: Atractaspididae) هي فصيلة من الثعابين السامة توجد في أفريقيا والشرق الأوسط، ويُشار إليها عادةً بأسماء أفاعي الخلد، أو ثعابين الخنجر، أو أفاعي الحفر. حاليًا، يُعترف بـ 12 جنسًا ضمنها.

## الوصف
تضم هذه الفصيلة العديد من الأجناس التي كانت تُصنّف سابقًا ضمن فصائل وفصائل فرعية أخرى، وذلك بناءً على نوع الأنياب. وهي تشمل أنواعًا عديمة الأنياب، وذات أنياب خلفية، وذات أنياب ثابتة، وأنواعًا شبيهة بالأفاعي. كانت البيانات الجزيئية والفسيولوجية المبكرة التي تربط هذه الفصيلة الفرعية بالآخرين غامضة ومتناقضة في كثير من الأحيان، مما يعني أن تصنيف هذه الفصيلة الفرعية كان محل نزاع شديد. وقد نُقلت الفصيلة الاسمية، الأتراكتاسبيديدات، نفسها من وإلى تصنيفات أخرى، مثل احتمال تشكيلها تفرعًا ثلاثيًا مع فصيلتي الأفاعي أماميات الأخاديد والحنشيات، مما يعزز الغموض في هذه الفصيلة الفرعية.

## النطاق الجغرافي
توجد هذه الفصيلة الفرعية في أفريقيا والشرق الأوسط.

## السم
العديد من هذه الأفاعي غير مؤذية أو أصغر من أن تُسمّم شخصًا بفعالية. ومع ذلك، يمكن لبعضها أن يُلحق نخرًا شديدًا في الأنسجة. على سبيل المثال، إذا تعرض إبهام الضحية للعض، فقد يفقد طرف ذلك الإصبع. قد تحدث انتكاسات بعد فترة طويلة من اللدغة. غالبًا ما تكون لدغات أفاعي الخنجر مؤلمة للغاية بشكل استثنائي.
عدد قليل جدًا من الوفيات نتج عن حوادث مع هذه الأفاعي. لكن الأفراد الكبيرة من أنواع مثل الأفعى الحفارة صغيرة الحجم (أتراكتاسبيس ميكروليبيدوتا) والأنواع الأخرى ذات الغدد الطويلة من المرجح جدًا أن تكون خطيرة. بعض الأنواع ذات الأنياب الطويلة قادرة على طعن فريستها (أو إنسان غير محظوظ) حتى وفمها مغلق. القبضة النموذجية التي يستخدمها علماء الزواحف للإمساك بالثعابين السامة بأمان غير آمنة لهذه المجموعة. هذه القدرة على الطعن جانبًا حتى بفم مغلق هي الأساس لاسم إنجليزي يُستخدم لبعضها: "side-stabbing snakes (الثعابين التي تطعن الجانب)".

## الأجناس
| الفصيلة الفرعية أتراكتاسبيديناي-- 13 نوعا |                       |             |                                   |                       |
| الجنس                                     | واضع الأسم            | عدد الأنواع | الاسم الشائع                      | النطاق الجغرافي       |
| أمبليوديبساس                              | فيلهلم بيترز، 1857    | 9           | الثعابين اللامعة                  | أفريقيا               |
| أبارالاكتوس                               | أندرو سميث، 1849      | 11          | آكلات الحريش                      | أفريقيا               |
| أفعى مغزلية                               | أندرو سميث، 1849      | 15          | الأفعى الحافرة، الثعابين الخنجرية | أفريقيا، الشرق الأوسط |
| براكيوفيس                                 | فرانسوا موكوارد، 1888 | 1           | ثعبان ريفويل القصير               | أفريقيا               |
| تشيلورينوفيس                              | فرانز فيرنر، 1907     | 3           |                                   | أفريقيا               |
| هيبوبتوفيس                                | بولينغر، 1908         | 1           | ثعبان الرأس الكبير الأفريقي       | أفريقيا               |
| هوموروسلابز                               | جان، 1858             | 2           | ثعابين هارلكوين                   | جنوب أفريقيا          |
| ماكريلابز                                 | بولينغر، 1896         | 1           | ثعبان ناتال الأسود                | أفريقيا               |
| حفث سام صغري                              | أوسكار بوتجر، 1880    | 4           | الثعابين ذات الرأسين              | أفريقيا، الشرق الأوسط |
| بويسيلوفوليس                              | بولينغر، 1903         | 1           | عداء الكاميرون                    | أفريقيا               |
| بوليمون                                   | جان، 1858             | 13          | آكلي الثعابين                     | أفريقيا               |
| زينوكالاموس                               | ألبرت غونتر، 1868     | 5           | الثعابين ذات الخطم الريشيّ         | أفريقيا               |

## التصنيف
صُنفت هذه الفصيلة سابقًا باعتبارها فُصيلة من الحنشيات : أبارالاكتيناي.

## معرض الصور

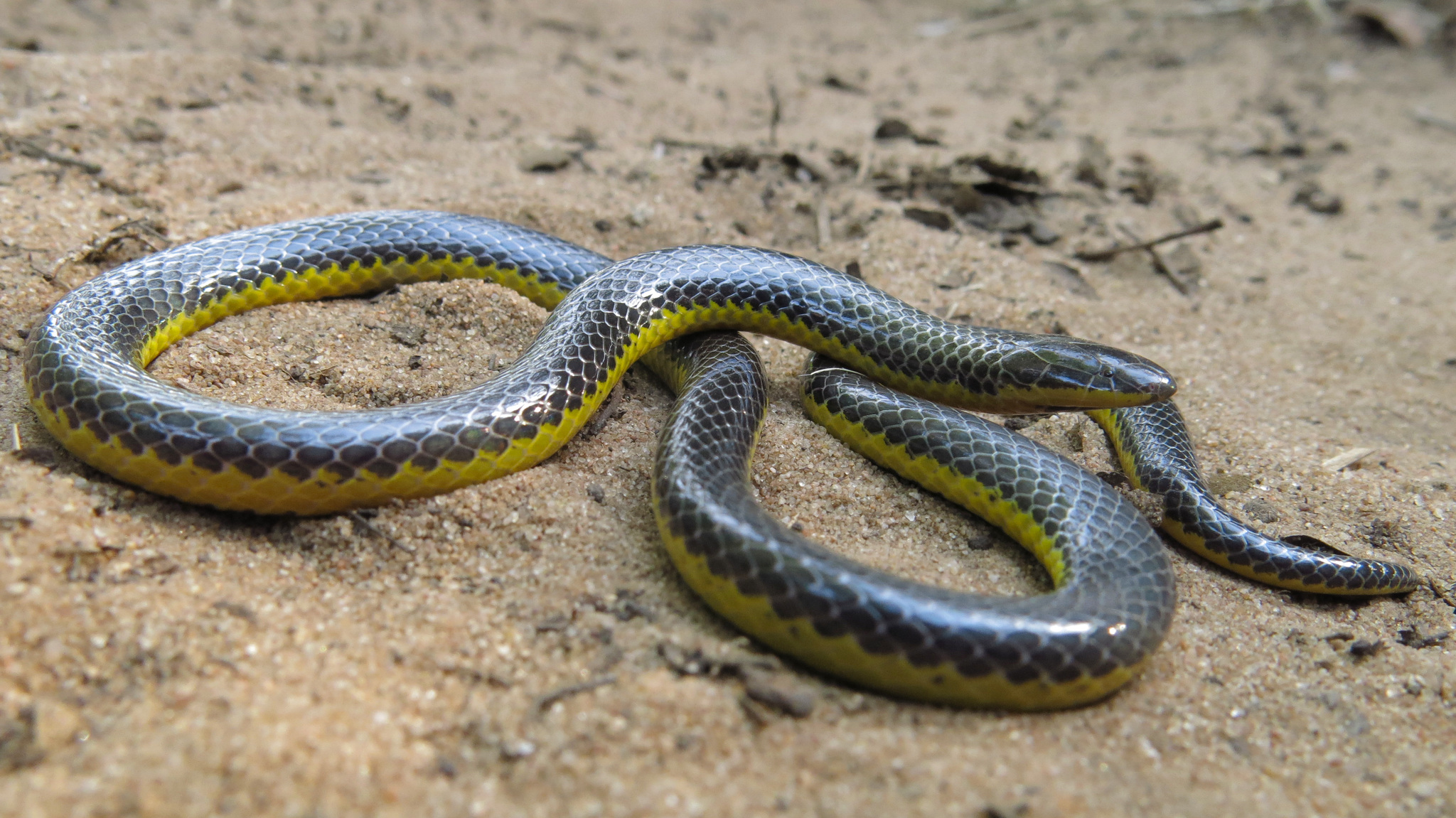
الأنواع النمطية من جنس الثعابين ذات اللون الأرجواني اللامع؛ أفعى الشرق الأرجوانية اللامعة (أمبليوديبساس ضئيلة العين)
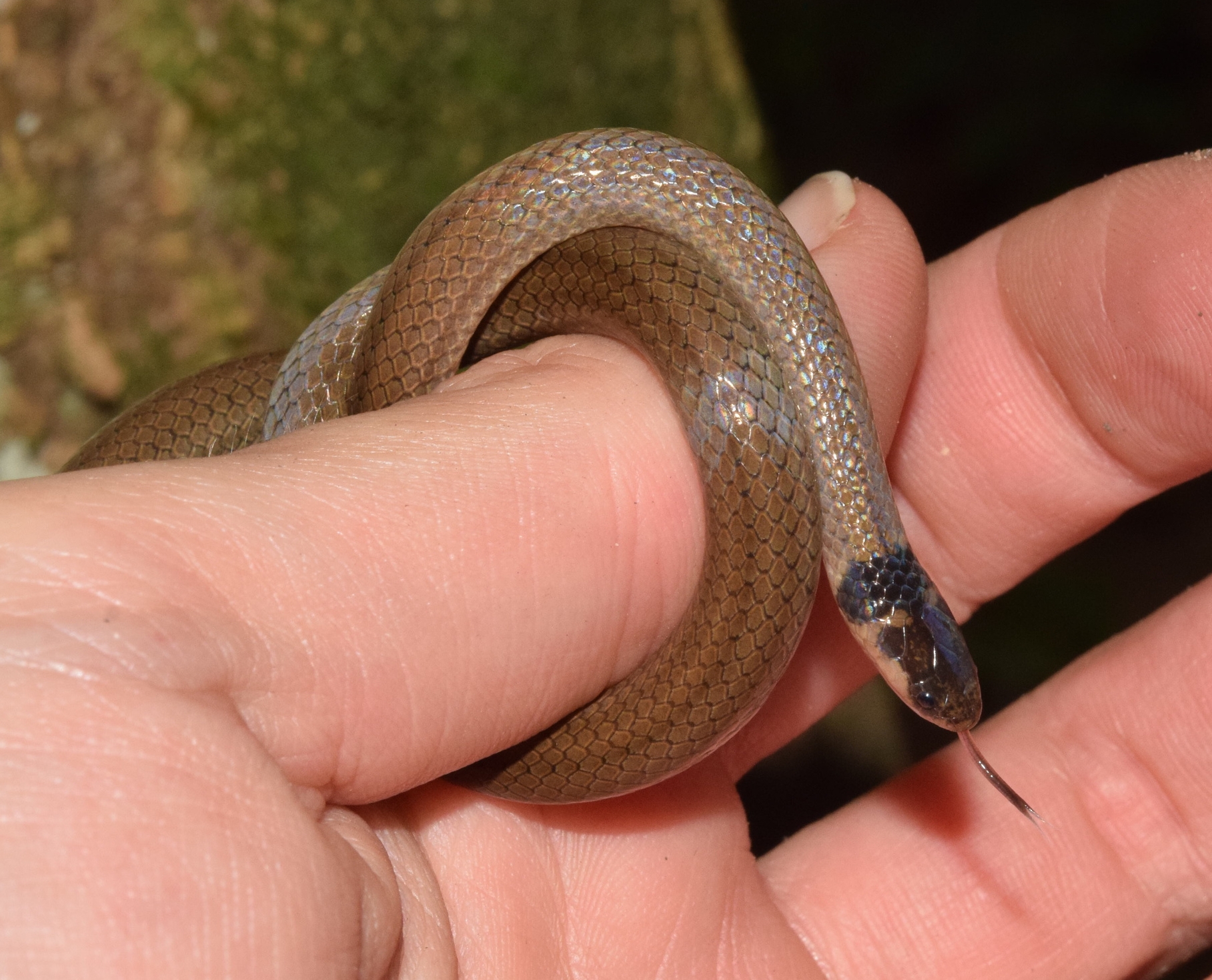
الأنواع النمطية من جنس أبارالاكتوس؛ أبارالاكتوس كابينسيس.
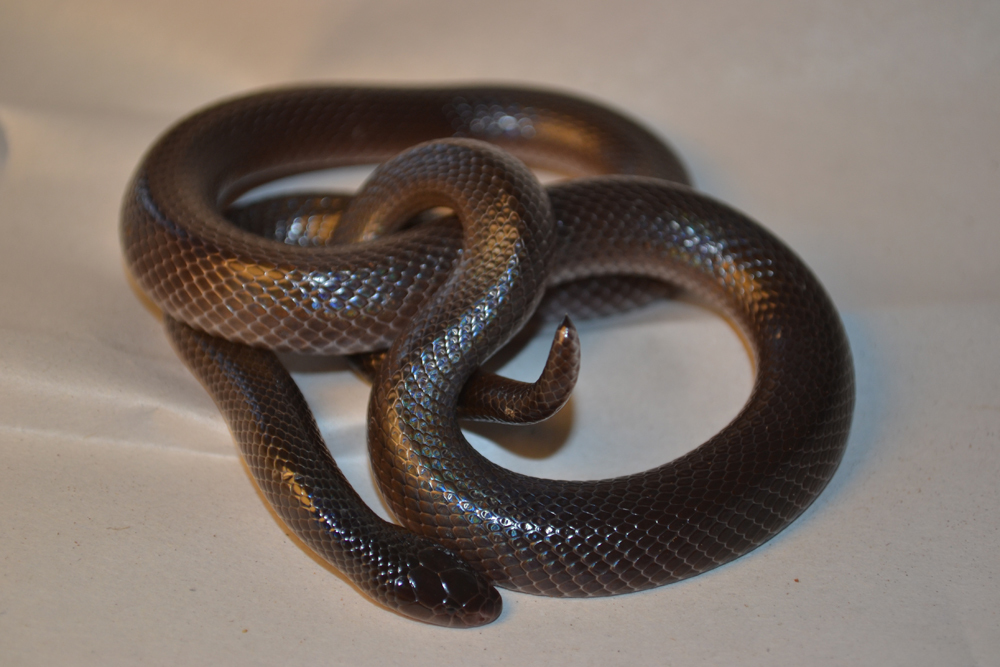
الأنواع النمطية من الأفعى المغزلية؛ ثعبان الخنجر الجنوبي.
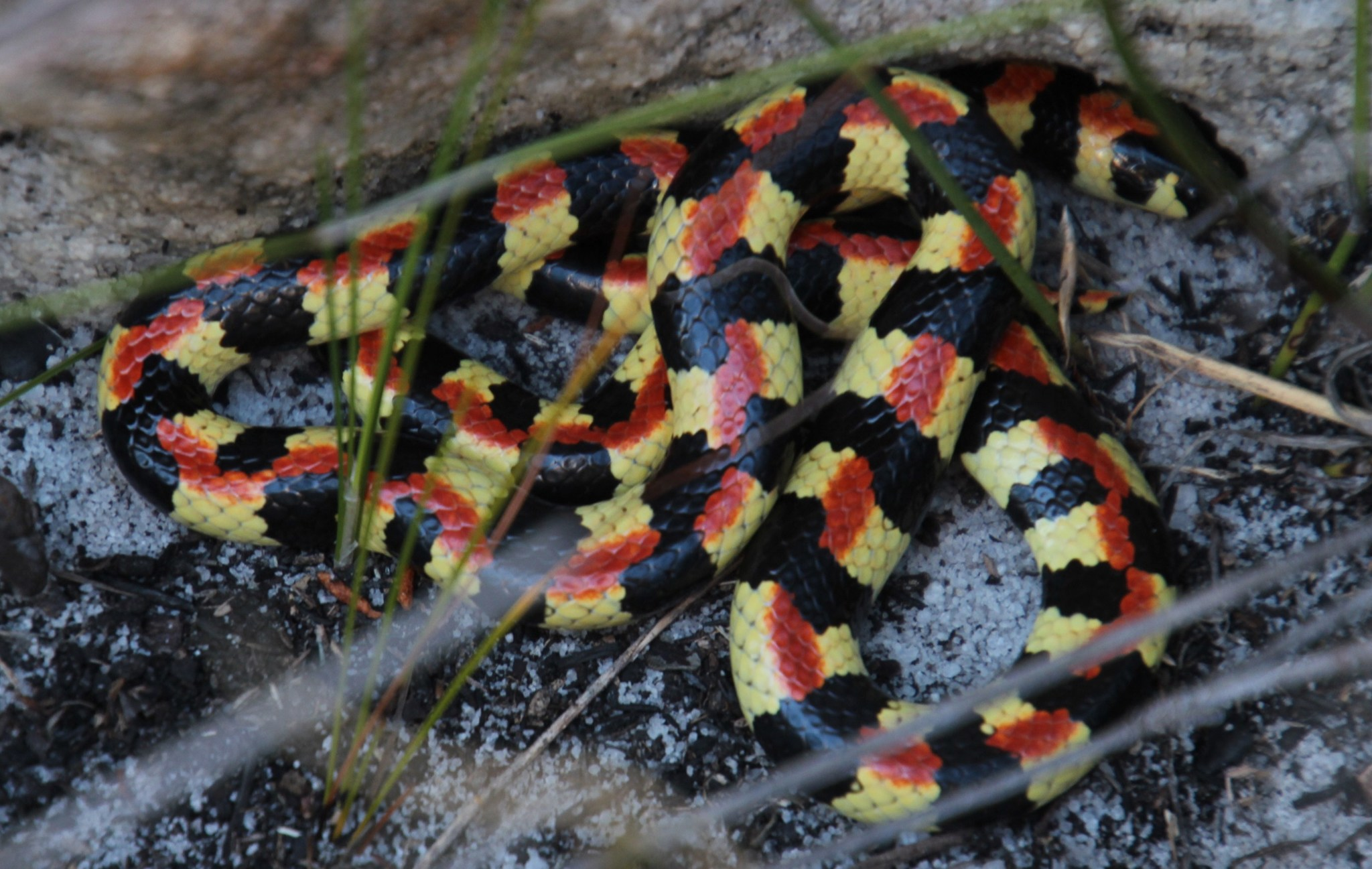
الأنواع النمطية من هوموروسيلابس؛ ثعبان هارلكوين مرقط.
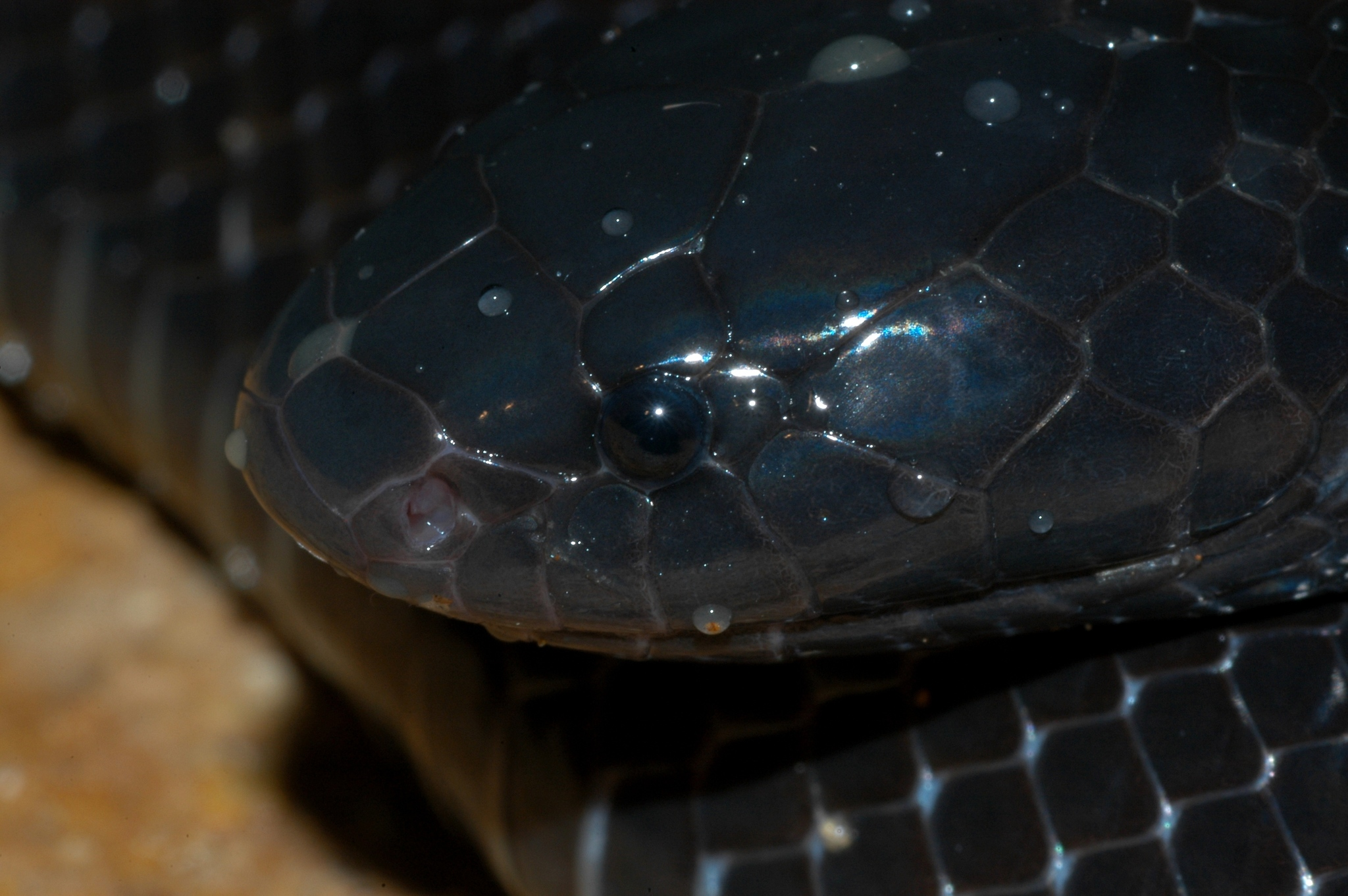
الأنواع النمطية من جنس ماكريلابس؛ الثعبان الأسود الأصلي.
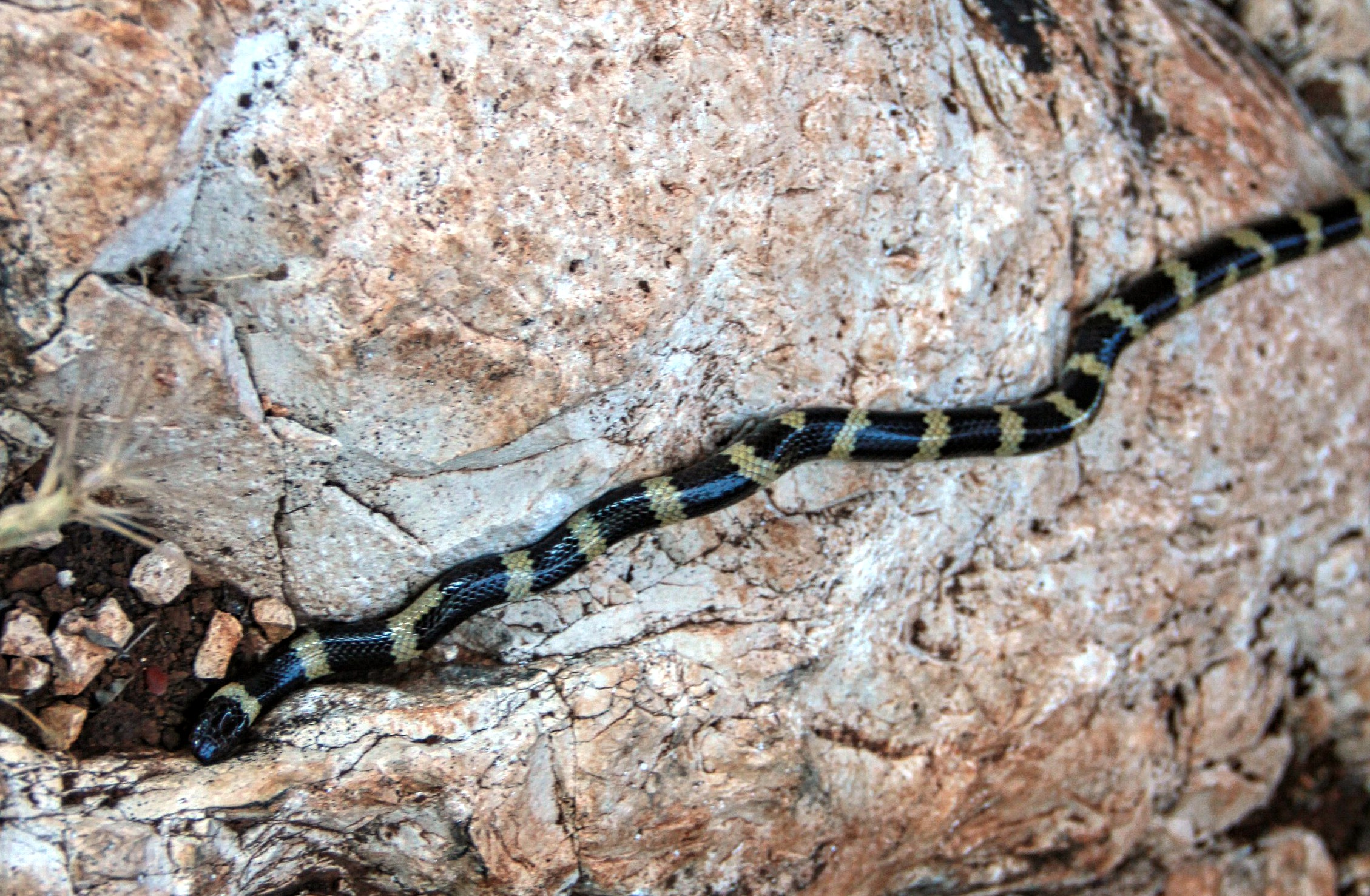
الأنواع النمطية من جنس الحفث السام الصغري؛ أفعى المسبحة.
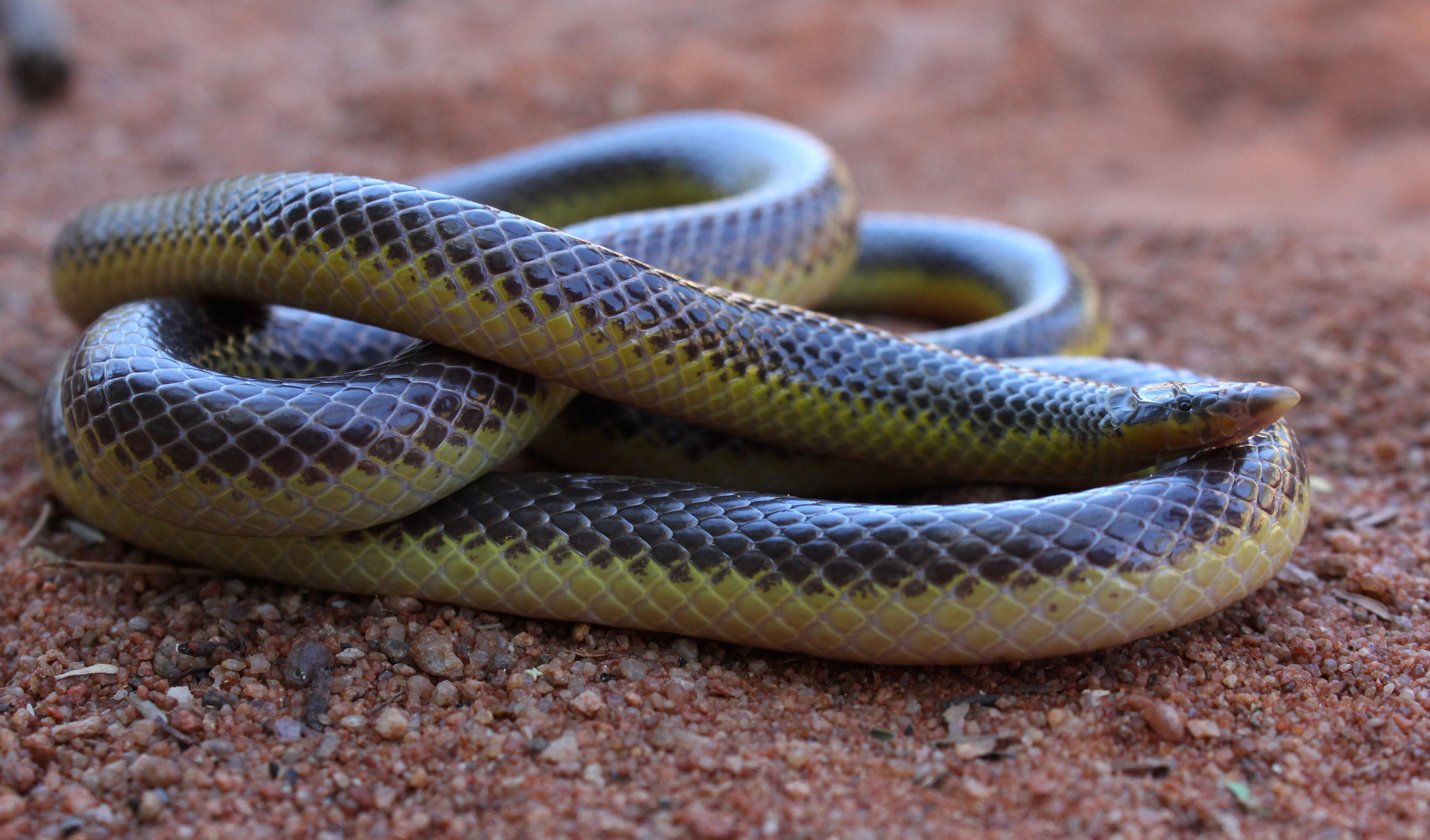
الأنواع النمطية من جنس زينوكالاموس؛ ثعبان ذو خطم ريشي ثنائي اللون.